# Feria: Dunkles Licht
Feria: Dunkles Licht (Originaltitel: Feria: La luz más oscura) ist eine spanische Horror-Mystery-Thriller-Serie, die von Filmax für Netflix umgesetzt wurde. Die Serie wurde am 28. Januar 2022 weltweit auf Netflix veröffentlicht.

## Handlung
Stell dir vor, du bist im Teenageralter und findest heraus, dass deine Eltern Mörder sind, was würdest du tun? Mit dieser surrealen Frage müssen sich die zwei Schwestern Sofía und Eva auseinandersetzen, nachdem ihre Eltern offenbar für ein grausames Verbrechen verantwortlich sind, welches dreiundzwanzig Menschen das Leben gekostet hat. Von den Eltern fehlt derweilen jede Spur. Doch diese Tragödie markiert nur den Anfang einer düsteren und gefahrenvollen Reise, welche die zwei Schwestern Mitte der Neunzigerjahre im Örtchen Feria bestreiten. Denn in dem kleinen Dorf in den andalusischen Bergen sind die Bewohner nicht so ahnungslos, wie es auf den ersten Blick scheint, und hinter dem Schleier der Realität verbirgt sich ein unbegreifliches und bedrohliches Universum.

## Besetzung und Synchronisation
Die deutschsprachige Synchronisation entstand nach den Dialogbüchern von Angelika Brötzmann sowie unter der Dialogregie von Patrick Winczewski durch die Synchronfirma Eclair Studios Germany in Berlin.
| Rolle         | Schauspieler          | Synchronsprecher |
| ------------- | --------------------- | ---------------- |
| Sofía         | Carla Campra          | Moira May        |
| Eva           | Ana Tomeno            | Marie Hinze      |
| Guillén       | Isak Férriz           | Peter Flechtner  |
| Pablo         | Ernest Villegas       | Armin Schlagwein |
| Mar           | Carmen Navas          | Celina Gaschina  |
| Marcos        | Salva Reina           | Valentin Stilu   |
| Blanca        | Ángela Cremonte       | Isabelle Schmidt |
| Sandra Dorado | Particia López Arnaiz | Nurcan Özdemir   |
| Halid         | Lazar Dragojevic      | Marco Eßer       |
| Estrella      | Sauce Ena             | Sarah Riedel     |
| Valentín      |                       | Erich Räuker     |
| Ana           |                       | Jessica Rust     |

## Episodenliste
| Nr.                                                                         | Deutscher Titel           | Originaltitel              | Regie          | Drehbuch                          |
| --------------------------------------------------------------------------- | ------------------------- | -------------------------- | -------------- | --------------------------------- |
| 1                                                                           | Der rote See              | El lago rojo               | Jorge Dorado   | Agustín Martínez                  |
| 2                                                                           | Babylon                   | Babilonia                  | Jorge Dorado   | Agustín Martínez                  |
| 3                                                                           | Opfergabe                 | Ofrenda                    | Jorge Dorado   | Agustín Martínez & Mikel Santiago |
| 4                                                                           | Der Tempel                | El templo                  | Jorge Dorado   | Agustín Martínez                  |
| 5                                                                           | Der Gott des Feuers       | Dios del fuego             | Carlos Torrens | Agustín Martínez                  |
| 6                                                                           | Blutrausch in Feria       | Feria de sangre            | Carlos Torrens | Agustín Martínez & Mikel Santiago |
| 7                                                                           | Die Offenbarung des Pablo | El apocalipsis según Pablo | Carlos Torrens | Agustín Martínez                  |
| 8                                                                           | Der eine König            | El Rey Solitario           | Jorge Dorado   | Agustín Martínez                  |
| Am 28. Januar 2022 wurden alle Folgen der Serie bei Netflix veröffentlicht. |                           |                            |                |                                   |